# ثبت ورود
ثبت ورود (به انگلیسی: log in)

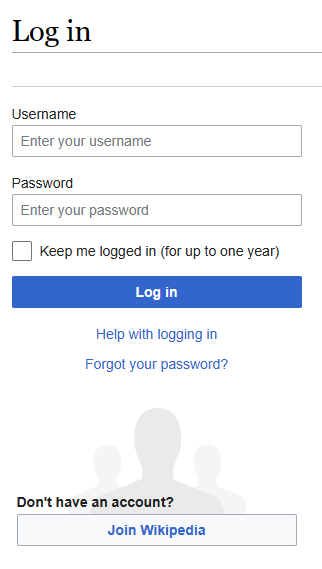
تصویری از صفحه ورود به ویکی‌پدیای انگلیسی.

به فرآیندی در امنیت رایانه‌ای گفته می‌شود که در آن کنترل دسترسی افراد به رایانه به وسیلهٔ فرآیندهای شناسایی و اصالت‌سنجی اعتبارنامهٔ کاربر صورت می‌گیرد.
کاربران می‌توانند برای دست‌یابی به قسمت‌های مختلف سامانه، ثبت ورود انجام دهند و هر گاه دیگر به این دسترسی‌ها نیازی نباشد می‌تواند ثبت خروج
ورود به سیستم یا لاگین، فرآیندی حیاتی است که به کاربران اجازه می‌دهد با ارائه مدارک شناسایی معتبر، به سیستم‌های کامپیوتری، شبکه‌ها، وب‌سایت‌ها و برنامه‌های کاربردی دسترسی پیدا کنند. این فرایند اساساً برای تأیید هویت فردی طراحی شده است که قصد ورود به محیطی محافظت‌شده را دارد، و اطمینان می‌دهد که تنها افراد مجاز قادر به استفاده از منابع موجود باشند. در یک سناریوی معمول لاگین، کاربر ملزم به ارائه دو جزء اصلی اطلاعات است: نام کاربری، که به عنوان یک شناسه منحصربه‌فرد برای تمایز کاربر در سیستم عمل می‌کند، و گذرواژه، یک رشته محرمانه از کاراکترها که به عنوان کلیدی برای تأیید هویت او مورد استفاده قرار می‌گیرد. پس از وارد کردن این اطلاعات، سیستم آن‌ها را با داده‌های ذخیره شده در پایگاه داده خود تطبیق می‌دهد و در صورت یافتن تطابق کامل، هویت کاربر تأیید شده و اجازه دسترسی صادر می‌گردد؛ در غیر این صورت، تلاش برای ورود ناموفق تلقی شده و دسترسی رد می‌شود. اهمیت لاگین در تضمین امنیت، حفظ حریم خصوصی کاربران، امکان پیگیری فعالیت‌ها برای اهداف امنیتی و حسابرسی، و همچنین فراهم آوردن امکان شخصی‌سازی تجربه کاربری بر اساس تنظیمات و ترجیحات فردی نهفته است. علاوه بر روش سنتی مبتنی بر نام کاربری و گذرواژه، روش‌های پیشرفته‌تری مانند احراز هویت چند عاملی، لاگین بیومتریک، تک ورود و لاگین اجتماعی نیز به منظور افزایش سطح امنیت و سهولت استفاده در سیستم‌های مدرن به کار گرفته می‌شوند. به‌طور کلی، لاگین نه تنها یک گام ضروری برای دسترسی به منابع دیجیتال است، بلکه سنگ بنای امنیت و مدیریت کاربران در دنیای فناوری اطلاعات به‌شمار می‌رود.

## روش‌های پیشرفته ثبت ورود
علاوه بر نام کاربری و گذرواژه، روش‌های پیشرفته‌تری نیز برای لاگین وجود دارد که امنیت را افزایش می‌دهند:
- احراز هویت چند عاملی (Multi-Factor Authentication - MFA): استفاده از دو یا چند روش تأیید هویت، مانند گذرواژه و یک کد ارسال شده به تلفن همراه.
- لاگین بیومتریک: استفاده از ویژگی‌های بیولوژیکی منحصربه‌فرد مانند اثر انگشت، تشخیص چهره یا اسکن عنبیه برای تأیید هویت.
- تک ورود (Single Sign-On - SSO): به کاربر اجازه می‌دهد با یک مجموعه اعتبارنامه (نام کاربری و گذرواژه) به چندین برنامه یا وب‌سایت مرتبط دسترسی پیدا کند.
- لاگین اجتماعی (Social Login): به کاربر اجازه می‌دهد با استفاده از حساب‌های کاربری موجود خود در شبکه‌های اجتماعی مانند گوگل، فیسبوک یا توییتر وارد یک وب‌سایت یا برنامه شود.